# Atarneu
Atarneu (grec antic: Άταρνεύς) és una antiga polis de la regió d'Eòlida, situada a Mísia, a la costa oest d'Anatòlia. L'illa de Lesbos n'està enfront. La localitat actual més propera n'és la ciutat turca de Dikili.
És esmentada en temps de l'antiga Grècia, en particular en la biografia d'Aristòtil.

## Geografia
El topònim és Άταρνεύς. El gentilici n'és Άταρν(ε)ίπης. L'anomenen polis en el sentit urbà del terme en el Periple de Pseudo Escílax, 98; i en el sentit polític figura en un tractat de mitjan segle iv aC entre Hèrmies d'Atarneu i Èritres.
Heròdot (VI. 29. 1) anomena el seu territori Άταρνείτις χώρη.
La plana del riu Bakir Çay és a 20 km al sud-sud-est d'Atarneu. La comarca era cerealística.

## Història
Estrabó diu que les riqueses del rei Cresos procedien de les mines de Lídia, i de les d'una ciutat deserta situada al territori comprés entre Atarneu i Pèrgam, que en temps del geògraf grec ja no estaven en ús.
La ciutat pertangué a Quios fins a l'any 398 ae. Xenofont narra com el general espartà Dercil·lides se l'apropià després de vuit mesos de setge. Els habitants de l'illa de Quios, que tenia superpoblació, collien el blat d'Atarneu.
Quasi un segle abans, en la primavera del 493 ae, Histieu de Milet es traslladà amb les seues tropes des de Lesbos a Atarneu, i hi van recol·lectar blat. El general persa Hàrpag al capdavant d'un nombrós exèrcit isqué al pas de l'expedició d'Histieu, mentre s'estava aprovisionant a plana del Caicos. En la batalla que va tenir lloc al territori d'Atarneu, a la població de Malene, el milesi caigué presoner i el portaren a Sardes, on l'empalaren per ordre d'Hàrpag.
Segons Diodor de Sicília, els de Quios que tornaren del seu exili el 409 ae expulsaren els seus adversaris polítics. Establiren la seua base a Atarneu per fer-los la guerra, perquè la ciutat estava ben dotada de defenses naturals. Durant la tirania d'Hermies (c. 355 ae), Quios encara hi mantenia alguns interessos.
La composició ètnica dels atarneus no s'ha pogut determinar amb certesa. Quan els de Quios lliuraren a Cir II el lidi Pacties a canvi d'Atarneu, pot ser que l'habités població no grega, de la qual es desconeix si fou expulsada pels colons de Quios. Himeri suggereix que el procés d'hel·lenització no havia conclòs en temps d'Aristòtil. L'autor bitini denomina Atarneu πόλις Μνσῶν, però no indica per què.

## Arqueologia
El jaciment arqueològic es localitzà a Kale Tepe, que té importants restes d'edificis del s. IV ae i una secció llarga de la muralla defensiva, del s. V o IV ae. Aquesta defensa emmurallada l'esmenta Xenofont. També Aristòtil, que relata, com l'atenés, els setges a què sotmeteren Atarneu, el 398 ae, i c. 350 ae.
Sobre el s. IV ae s'hi començà a encunyar monedes d'argent i bronze, amb la llegenda ΑΤΑ o ΑΤΑΡ.